# تنغبري عليا (مقاطعة دلفان)
تنغبري عليا (بالفارسية: تنگپری علیا) هي قرية تقع في قسم ايتيوند الجنوبي الريفي (مقاطعة دلفان) في إيران. يقدر عدد سكانها بـ 119 نسمة بحسب إحصاء 2016.